# 천국의 나무
《천국의 나무》는 2006년 2월 8일부터 2006년 3월 16일까지 방송되었던 SBS 수목 드라마이다.
본 드라마는 노무현 정부가 추진한 일본 대중문화 개방화 정책의 일환으로, SBS가 야심차게 기획한 한일 합작 드라마이기 때문에, 총 제작비 20억원에 80% 이상이 일본 현지 로케로 촬영하였다.

## 등장 인물
- 이완 : 한윤서 역
- 박신혜 : 하나 역
- 아사미 레이나 : 마야 역
- 우치다 아사히 : 류 역
- 정동환 : 윤수하 역
- 김청 : 요코 역
- 아이카 미레 : 미찌꼬 역
- 타카스기 코우 : 이와 역
- 이정길 : 보스 역
- 성선임 : 미카 역

## 네트워크 방송사
- 2006년 5월 14일부터 개칭한 KNN 부산경남방송의 경우, 방송 당시 PSB 부산방송 명칭을 2006년 5월 13일까지 표기했다.

| 방송 권역        | 방송사                                           |
| ---------------- | ------------------------------------------------ |
| 수도권           | SBS (프로그램 제작국)                            |
| 부산/경남권      | PSB 부산방송 (현 Korea New Network 부산경남방송) |
| 울산권           | ubc 울산방송                                     |
| 대구/경북권      | 대구경북 TBC                                     |
| 대전/충남/세종권 | TJB 대전방송                                     |
| 충북권           | CJB 청주방송                                     |
| 전북권           | JTV 전주방송                                     |
| 광주/전남권      | kbc 광주방송                                     |
| 강원권           | GTB 강원민방 (현 Gangwon No. 1 Broadcasting)     |
| 제주권           | JIBS 제주국제자유도시방송                        |

## 참고 사항
- KBS 드라마본부의 김종식 국장의 인터뷰에서, "SBS가 야심차게 기획한 한일합작드라마 '천국의 나무'의 기획은 노무현 정부가 추진한 일본 대중문화 개방화 정책의 일환으로, 시청자 정서에 미칠 파급력을 고려해서, 일본에서 로케 촬영하는 첫 한류 드라마이기 때문에, KBS와 SBS 등 자상파 3사에선 한일 합작드라마가 아닌 일본 드라마를 원칙적으로 방영할 수 없다"며 "일본 시청자 입맛 맞추기에 급급한 측면이 없지 않아 '무늬만 한국드라마'라는 비난 속에서, 작품의 완성도를 떨어뜨린 어설픈 기획 등으로 시청률이 다른 방송사보다 기대에 미치지 못했다"라고 덧붙였다.